# TV Metrópole
TV Metrópole é uma emissora de televisão brasileira sediada em Caucaia, cidade do estado do Ceará. Opera no canal 16 UHF digital e é afiliada ao Canal Educação. Pertence à Fundação José Possidônio Peixoto, entidade educativa dedicada a ações sociais, que também controla a rádio Líder Gospel FM e a Viva FM. Seu sinal cobre toda a Região Metropolitana de Fortaleza e alguns municípios vizinhos. Em seus primeiros anos, sua programação era composta por produções culturais e educativas, posteriormente passando a produzir programas populares.

## História
Em 22 de setembro de 2011, a TV Metrópole é lançada em caráter experimental através do canal 26 UHF, exibindo poucas produções locais durante partes do dia e operando com um transmissor com 50% de sua capacidade. Sua programação é lançada oficialmente em 31 de outubro. Neste período, sua grade foi composta predominantemente por programas de cunho cultural e educativo, além de exibir séries e filmes estrangeiros.

## Programas
- Vida e Trabalho[8][9]